# 阿维尼翁中央站
阿维尼翁中央站，简称阿维尼翁站，是法国的一个铁路车站。该站位于法国东南部城市，沃克吕兹省省会阿维尼翁。

## 位置
阿维尼翁中央站位于阿维尼翁市区中部，老城区以南。车站大致呈东西走向，开口朝北。
阿维尼翁中央站主要开行区域列车（TER），而途径阿维尼翁的高铁列车（TGV）则停靠于阿维尼翁TGV站。

## 站名
"阿维尼翁中央站"当中的"中央"后缀主要是为了区分"阿维尼翁TGV站"。
值得一提的是，在法国，为避免混淆而给铁路车站名称加上后缀的情况时有发生，比如瓦朗斯TGV站建成后，原有的瓦朗斯市区内的车站就随之更名为"瓦朗斯城站"，其中"城"（法語：Ville）表示其位于市中心。按照这一习惯，阿维尼翁TGV站建成后，原有的阿维尼翁站应更名为"阿维尼翁城站"，但事实上阿维尼翁却使用了"中央车站"作为后缀，这一后缀名称在法国十分罕见。

## 车站历史
阿维尼翁站最初建于1849年，现有的站房建于1860年，由法国建筑师路易-儒勒·布肖设计。
2001年阿维尼翁TGV站建成以后，途径阿维尼翁中央站的长途列车数量大幅减少，但仍保留少量前往巴黎方向的TGV列车。2013年，阿维尼翁TGV站与阿维尼翁中央站之间的联络线建成通车。

## 停靠线路
以下列车线路在阿维尼翁中央站停靠：
| 阿维尼翁中央站列车线路表                          |              |                      |                      |                 |
| 线路                                              | 车种         | 上一站               | 下一站               | 大致运行频率    |
| 巴黎—阿维尼翁/米拉马斯                            | TGV          | 奥朗日               | （终点）/阿尔勒      | 每天2~4趟       |
| 里昂/瓦朗斯—阿维尼翁/马赛                         | 法国大区列车 | 奥朗日               | （终点）/阿尔勒      | 每天7趟左右     |
| 里昂/瓦朗斯—阿维尼翁                              | 法国大区列车 | 索尔格沙托           | （终点）             | 每天7趟左右     |
| 里昂/奥朗日—阿维尼翁TGV                           | 法国大区列车 | 索尔格沙托           | 阿维尼翁TGV          | 每天1趟         |
| 阿维尼翁—蒙彼利埃/纳博讷/佩皮尼昂/塞尔贝尔/波尔布 | 法国大区列车 | （起点）             | 塔拉斯空             | 每天16趟左右    |
| 图卢兹→阿维尼翁                                   | 法国大区列车 | 塔拉斯空             | （终点）             | 每天1趟（单向） |
| 阿维尼翁TGV/阿维尼翁—米拉马斯/马赛                | 法国大区列车 | 阿维尼翁TGV/（起点） | 蒙法维               | 每天6~9趟       |
| 阿维尼翁—马赛                                     | 法国大区列车 | （起点）             | 阿尔勒               | 每天7趟左右     |
| 阿维尼翁—土伦                                     | 法国大区列车 | （起点）             | 阿尔勒               | 每天1趟         |
| 卡庞特拉—阿维尼翁/阿维尼翁TGV                     | 法国大区列车 | 索尔格沙托           | （终点）/阿维尼翁TGV | 每天14~21趟     |
| 阿维尼翁—阿维尼翁TGV                              | 法国大区列车 | （起点）             | 阿维尼翁TGV          | 每天18趟左右    |
| 1. 2.                                             |              |                      |                      |                 |

## 配套交通

### 长途客车
阿维尼翁中央站对应的大巴车上下车地点为阿维尼翁汽车站（Gare routière），位于阿维尼翁中央的东侧。
| 停靠阿维尼翁的大巴车 |                                  |                                                                                            |
| 上下车地点           | 运营单位                         | 主要目的地                                                                                 |
| 阿维尼翁汽车站       | Eurolines                        | 克莱蒙费朗、巴约讷（可联程中转前往法国主要城市）                                           |
| 阿维尼翁汽车站       | Isilines                         | 巴黎、里昂、第戎、尼斯                                                                     |
| 阿维尼翁汽车站       | Ouibus                           | 巴黎、里昂、瓦朗斯、阿格德                                                                 |
| 阿维尼翁汽车站       | 普罗旺斯城际客运 LER             | 普罗旺斯地区艾克斯、迪涅莱班                                                               |
| 阿维尼翁汽车站       | 沃克吕兹省城际客运 TransVaucluse | 奥朗日、卡庞特拉、帕普新堡、阿普特、卡瓦永                                                 |
| 阿维尼翁汽车站       | SNCF                             | （当某条铁路线施工或罢工时，SNCF可能会提供途径该线路沿途站点的大巴车）                     |
| Boulevard du Rhône   | Flixbus                          | 巴黎、里昂、斯特拉斯堡、米卢斯、贝桑松、南特、昂热、图尔、布尔日、克莱蒙费朗、欧巴涅、土伦 |
| 1. 2. 3. 4. 5.       |                                  |                                                                                            |

### 市内交通
| 阿维尼翁中央站附近的市内公交线路  |                                  |                                            |
| 公交车站名称                      | 位置                             | 停靠线路                                   |
| Gare Avignon Centre               | 阿维尼翁中央站门口               | 6路、7路、8路、9路、10路、11路、21路、30路 |
| Avignon Poste（由东向西单向设站） | 阿维尼翁中央站正对面（城墙内侧） | 7路、8路、9路、11路、15路、16路、30路      |
| 1.                                |                                  |                                            |

## 临近车站
| 阿维尼翁中央站（Gare d'Avignon-Centre） |                        | |
| 上行车站                                | 线路                   | 下行车站 |
| 索尔格沙托站←                           | 巴黎－马赛铁路         | →↗（正线）→阿尔勒站→（马赛方向） ↘（联络线）→塔拉斯空站→（尼姆、蒙彼利埃方向） ↘（阿维尼翁支线铁路）→阿维尼翁TGV站 |
| （起点）                                | 阿维尼翁－米拉马斯铁路 | →蒙法维站 |
| - 本表仅显示运营中的线路及车站          |                        | |